# Cultura de Swift Creek

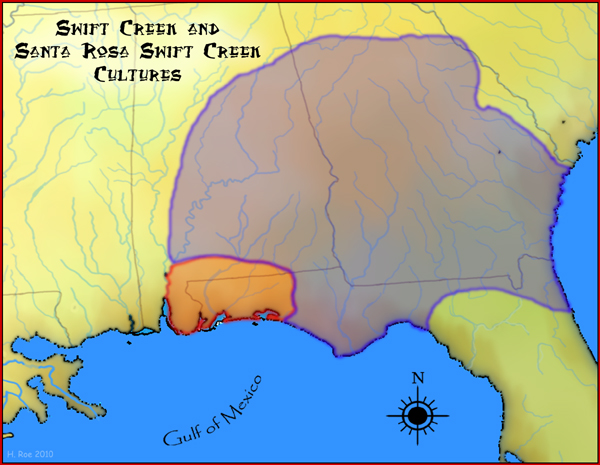
Mapa que assenyala l'extensió geogràfica on hi hagué l'anomenada cultura de Swift Creek al territori actual dels Estats Units d'Amèrica

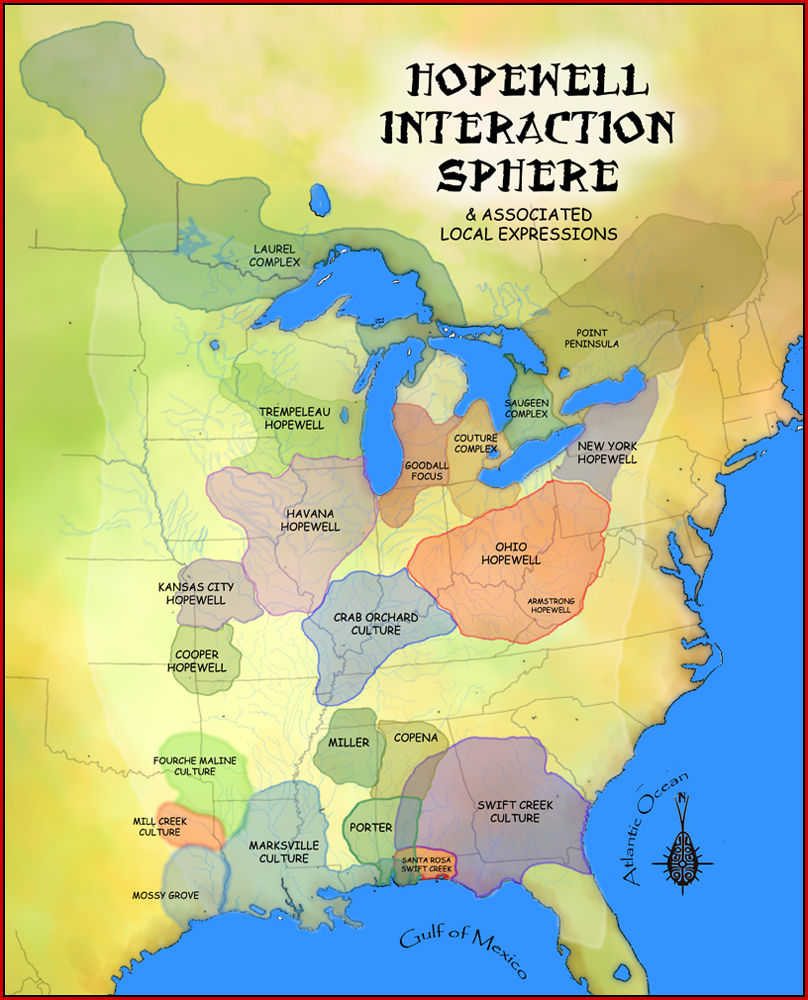
El conjunt de la denominada cultura Hopewell de la qual la cultura Swift Creek seria una part

La cultura de Swift Creek és el nom en anglés que s'ha donat als pobles i als rastres arqueològics del seu procés de civilització que es donà en el període denominat silvícola mitjà, cap als anys 100 - 800 de, al territori comprés pels actuals estats de Geòrgia, Alabama, Carolina del Sud i Tennessee d'Amèrica.

## Elements descriptius
La cultura Swift Creek (literalment 'rierol veloç') era contemporània i interactuà amb la cultura Hopewelli alguns autors s'hi refereixen com a pràctiques hopewelianes. El lloc representatiu d'aquesta cultura és el denominat Lloc de monticles Swift Creek al comtat de Bibb, estat de Geòrgia. Els Monticles de Leake és un altre lloc típic d'aquesta cultura, també a Geòrgia.
Els pobles que habitaren Swift Creek en la prehistòria eren en general constructors de monticles, no sedentaris i s'alimentaven per la caça, la pesca i la recol·lecció. Swift Creek, però, també produí ceràmica de fang amb dissenys elaborats, amb elements decoratius gravats i curvilinis. Exemples d'aquesta decoració es trobaren en fragments dispersos d'atuells als llocs de Swift Creek i també els anomenaren hopewelians per vincular-los a la cultura Hopewell l'abast geogràfic de la qual fou molt més ampli, com a les zones de monticles de l'estat d'Indiana i altres.